# Тесовая (приток Ванжили)
Тесовая — река в России, протекает по Каргасокскому и Енисейскому районам Томской области и Красноярском крае. Устье реки находится в 103 км по правому берегу реки Ванжиль. Длина реки составляет 20 км.

## Данные водного реестра
По данным государственного водного реестра России, относится к Верхнеобскому бассейновому округу, водохозяйственный участок реки — Обь от впадения реки Васюган до впадения реки Вах, речной подбассейн реки — Васюган. Речной бассейн реки — (Верхняя) Обь до впадения Иртыша.